# Eriachne glandulosa
Eriachne glandulosa är en gräsart som beskrevs av Michael Lazarides. Eriachne glandulosa ingår i släktet Eriachne och familjen gräs. Inga underarter finns listade i Catalogue of Life.